# Cultura de Kenia

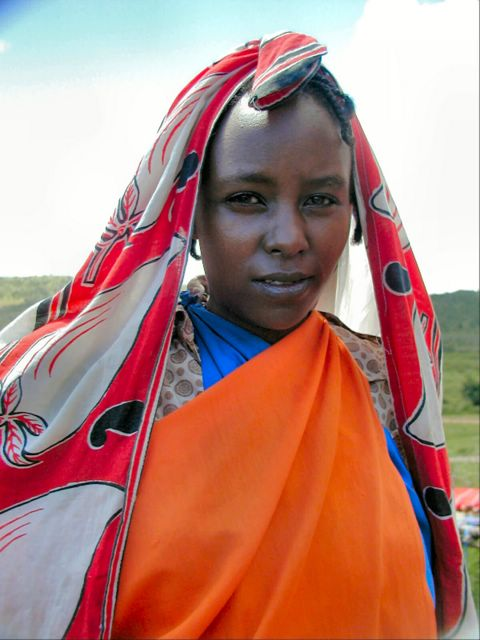
Mujer con vestimenta tradicional keniana.

La cultura de Kenia se caracteriza por sus múltiples raíces, producto principalmente de la diversidad de pueblos originarios que conforman el país. A lo largo de la costa de Kenia, predomina el pueblo Suajili. En el norte, existen varias comunidades de pastoreo, mientras que en las regiones del centro y oeste del país, se asientan otra gama de grupos y pueblos diferentes. Todo esto resulta en la ausencia de una cultura única y claramente identificable.
Existen alrededor de 42 grupos étnicos en Kenia, cada uno con una serie de diferentes patrones culturales, pero la mayoría de ellos con prácticas culturales cuyos puntos comunes se enlazan con la similitud de las lenguas, la cercanía geográfica y la proximidad racial. Los grupos étnicos se pueden juntar en aglomerados mayores - basados en sus similitudes culturales y lingüísticas. Existen tres grandes categorías unificadoras de lenguajes: los pueblos que hablan lenguas bantúes de la región costera, las Tierras altas centrales y la región occidental de Kenia, los nilóticos que principalmente se encuentran en el Gran Valle del Rift y la región del Lago Victoria y los kushitas que está principalmente compuesto de pastores y nómadas en la región seca del noreste del país. Estos aglomerados se asientan en una zona muy amplia que no solo abarca Kenia, sino también la zona este, central y sur de África en su conjunto.
Las principales tribus son los kikuyu (21%), meru (5%), kalenjin, luyha, luo (14%), kisii, kamba, suajili, masái y turkana. 

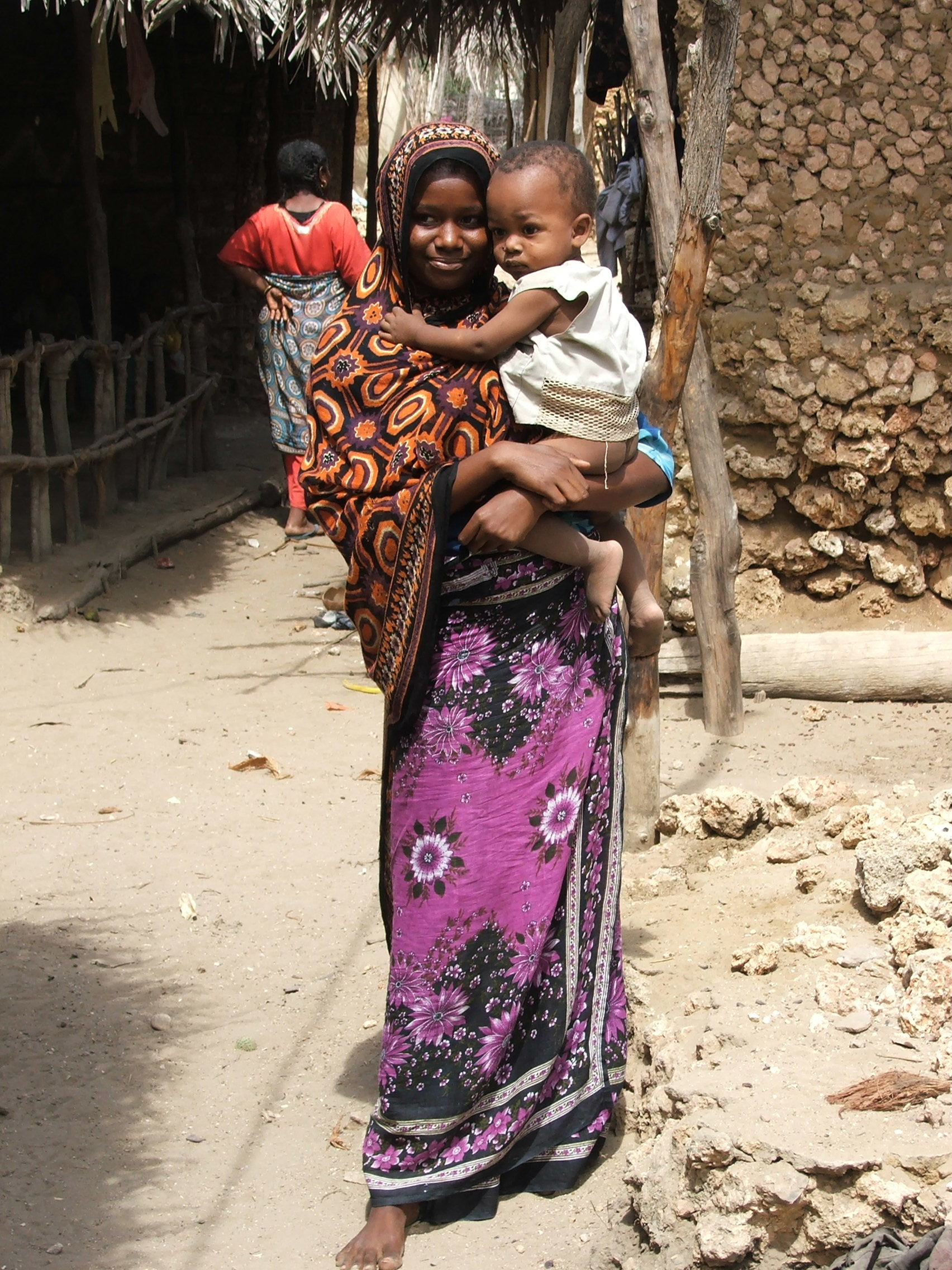
Mujer vestida con una kanga en Siyu en la isla Pate, al norte de Kenia.

Las estrategias históricas y actuales de división practicadas primero por los colonizadores y posteriormente por los líderes comunitarios ha llevado a una situación en la cual los kenianos mismos apenas conocen su cultura y mucho menos la de sus vecinos. La administración colonial en colaboración con las actividades misioneras y la educación formal han barrido con la mayoría de las prácticas culturales autóctonas dejando un espacio que ha sido ocupado por actitudes culturales occidentales y la identificación de la juventud con las mismas. De hecho, el inglés es el principal idioma del país en todos los ámbitos y prácticamente toda la población alfabetizada lo domina fluidamente.

### Discografía
- Music of the Kuria and the Gusii of Western Kenya, Smithsonian Folkways recordings, Washington, D.C., 1972
- Work & dance songs from Kenya, Smithsonian Folkways recordings, Washington, D.C., 1975
- Gospel songs from Kenya : Kikamba hymns, Smithsonian Folkways recordings, Washington, D.C., 1976
- Tarabu : music from the Swahili of Kenia, Schott Music & Media, Mayence, 1993
- The bomas of Kenya : songs of African heritage, ARC Music, East Grinstead, West Sussex ; Clearwater, 2002
- Kenya : musiques du Nyanza, Ocora, Harmonia mundi, Paris, 1993 (2 CD)
- L'âge d'or du taarab de Mombasa, 1965-1975, Buda Musique, Socadisc, Paris, 2005

### Filmografía
- The day I will never forget, film documentaire de Kim Longinotto, Royal Anthropological Institute, Londres, 200X, 92' (DVD)
- The women's Olamal : the organization of a maasai fertility ceremony, film documentaire de Melissa Llelewyn-Davies, Documentary Educational Resources, Watertown, MA, 2007, 110' (DVD)
- Le Maulidi de Lamu, film documentaire de Gérard Perrier, Réseau France Outre-mer, Paris, ADAV, 2002, 26' (VHS)
- Le kangourou au Kenya, film d'amusement pour les jeunes de Jacques Pariseau, reseau Canada Québec, ADAV, 2007 27' (VHS)

- Datos: Q3007339
- Multimedia: Culture of Kenya / Q3007339